# Inkubacijska doba
Inkubacíjska dôba je čas, ki mine od okužbe z določenim povzročiteljem bolezni ter izbruhom prvih simptomov bolezni. Traja lahko od nekaj minut do več let, na primer pri Creutzfeldt-Jakobovi bolezni tudi več kot 30 let.
Inkubacijska doba določene bolezni ni natančno napovedljiva; pri nekaterih posameznikih se simptomi pokažejo prej kot pri drugih.

### Primeri
| Bolezen                | Inkubacijska doba        | Vir                                       |
| ---------------------- | ------------------------ | ----------------------------------------- |
| kolera                 | 1–3 dni                  |                                           |
| gripa                  | 1–4 dni                  |                                           |
| prehlad                | 2–5 dni                  |                                           |
| ebola                  | 2–21 dni                 |                                           |
| SARS                   | več kot 10 dni           |                                           |
| oslovski kašelj        | 7–14 dni                 | Arhivirano 2007-05-22 na Wayback Machine. |
| ošpice                 | 9–12 dni                 |                                           |
| mrtvični krč (tetanus) | 7–21 dni                 |                                           |
| norice                 | 14–16 dni                |                                           |
| peta otroška bolezen   | 13–18 dni                |                                           |
| mumps                  | 14–18 dni                | Arhivirano 2007-11-20 na Wayback Machine. |
| rdečke                 | 14–21 dni                |                                           |
| kuru                   | povprečno 10,3–13,2 leti |                                           |